# جرثقیل کانتینری

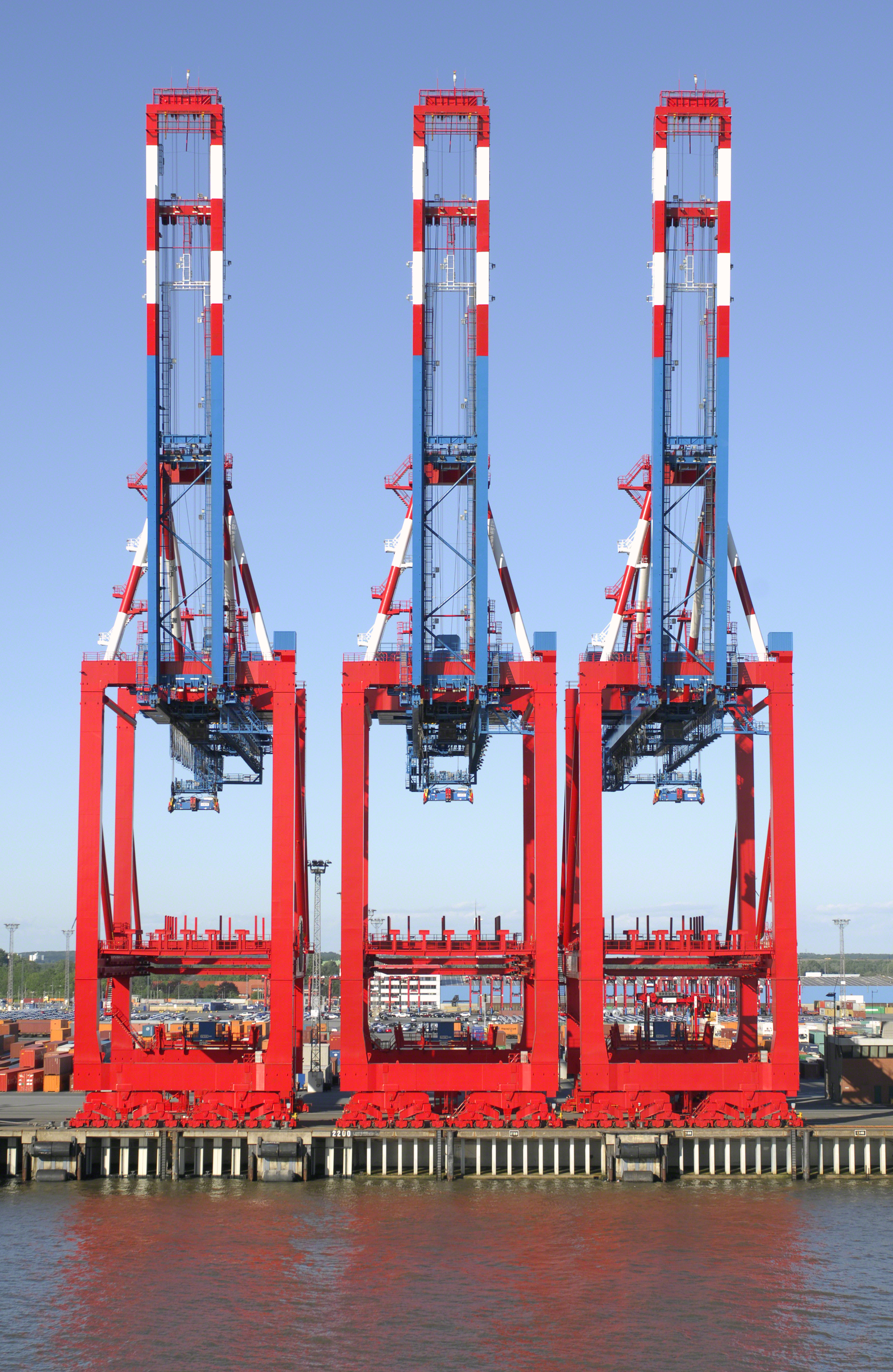
جرثقیل‌ها در بندر برمرهافن.

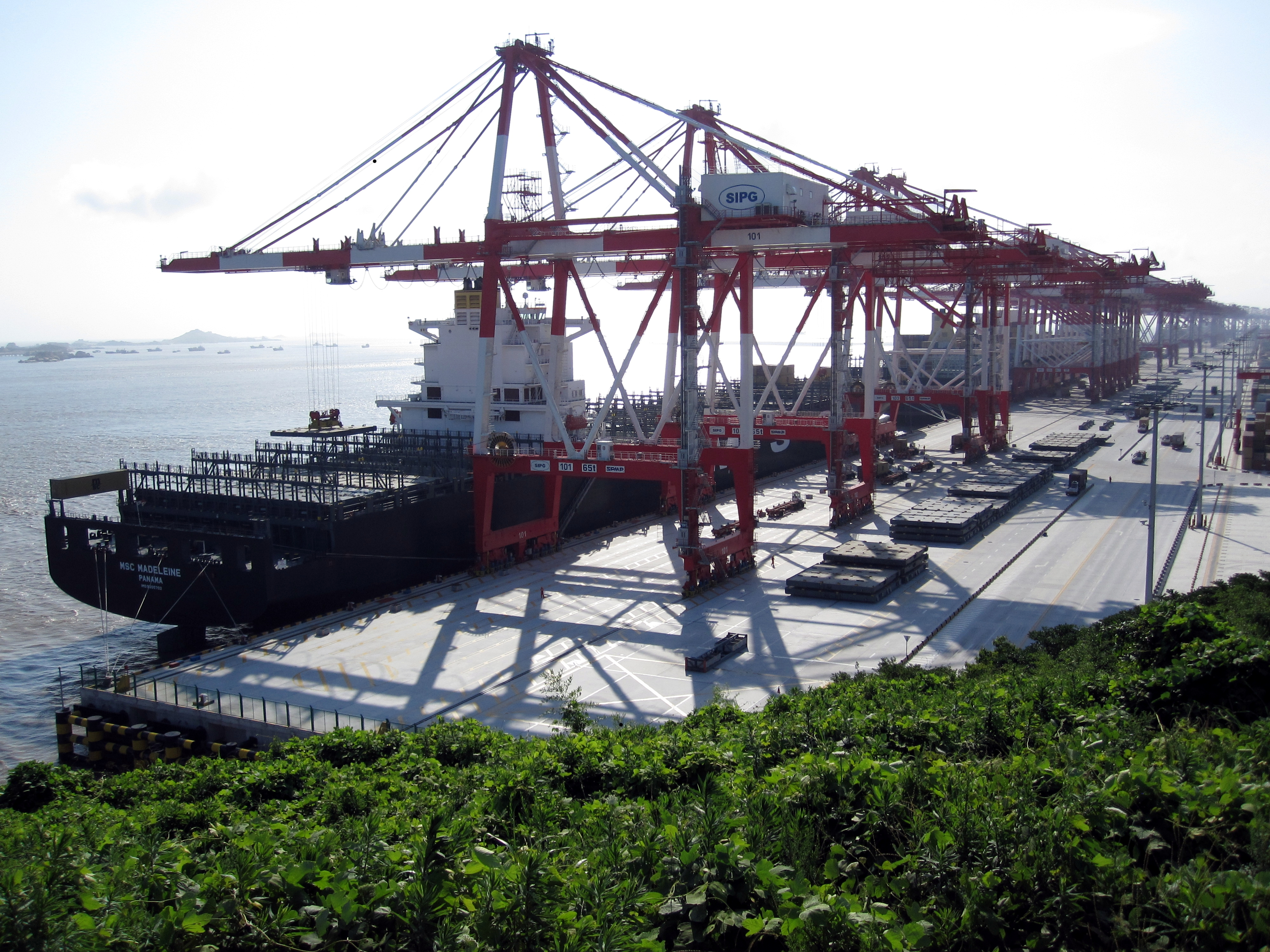
جرثقیل‌های کانتینری در بندر شانگهای

جرثقیل کانتینری یا جرثقیل بارگنجی (که همچنین جرثقیل دروازه‌ای حمل کانتینر یا جرثقیل کشتی به ساحل خوانده می‌شود)، گونه‌ای جرثقیل دروازه‌ای بزرگ بارانداز است که در پایانه‌های کانتینری برای بارگیری و تخلیه کانتینرهای چندگانه از کشتی‌های کانتینری به‌کار گرفته می‌شود.